# Goodenia chthonocephala
Goodenia chthonocephala är en tvåhjärtbladig växtart som beskrevs av R. Carolin. Goodenia chthonocephala ingår i släktet Goodenia och familjen Goodeniaceae. Inga underarter finns listade i Catalogue of Life.